# 内藤典子
内藤 典子（ないとう のりこ、1949年1月8日 - ）は、日本のネイリスト。

## 人物
愛知県出身。
1998年に、USA カリフォルニア マニキュアリストライセンス取得。
ハンドペイント、エアーブラシ、3Dアートをはじめとしたそのテクニックが認められ、近年ジェルをエアブラシで吹くという世界初の「エアジェル」をエアテックス社と共同開発をおこなった。
現在では、有限会社ピア 代表取締役と自身が行うネイルスクール「Noriko Naitoネイルカレッジ」の校長を兼任しネイリストの育成を行っている。

## 受賞
- USA ロングビーチ インターナショナルビューティエキスポ1998 アート部門準優勝
- USA IBSニューヨーク1998 アート部門　第3位
- 1998日本ネイルコンペティション プロチップオーバーレイ　準優勝

## 著書
- みるみる上達！ハンドペイント＆エアーブラシアート
- ハンドペイント＆3Dネイルアートの世界
- 増補版　みるみる上達！ ハンドペイント＆エアーブラシアート

## 出演
- みるみる上達！ハンドペイント＆エアーブラシアート〈DVD〉